# Bundesstützpunkt Dortmund

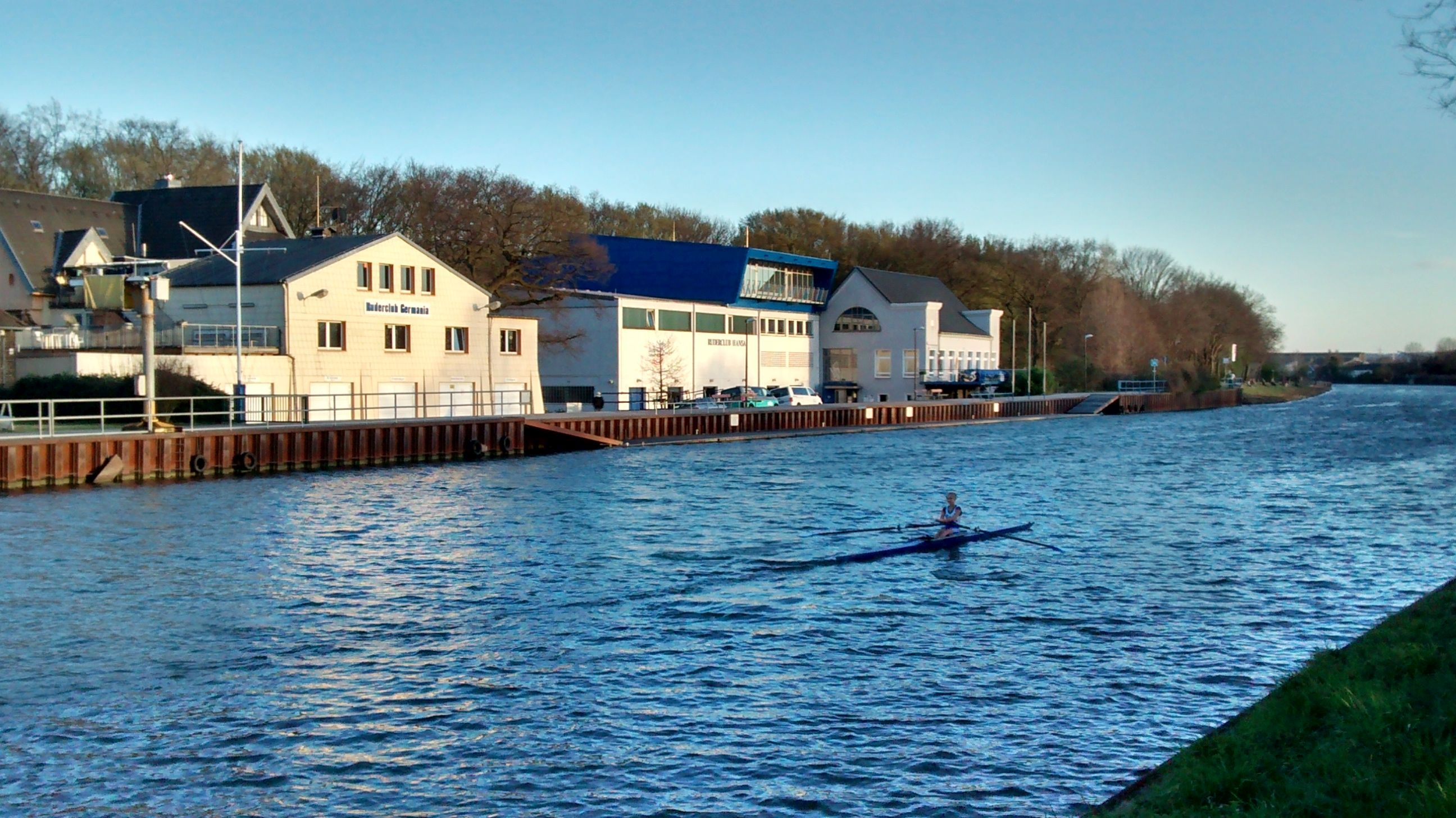
Bundesleistungszentrum 2014 nach Umbau und Erweiterung

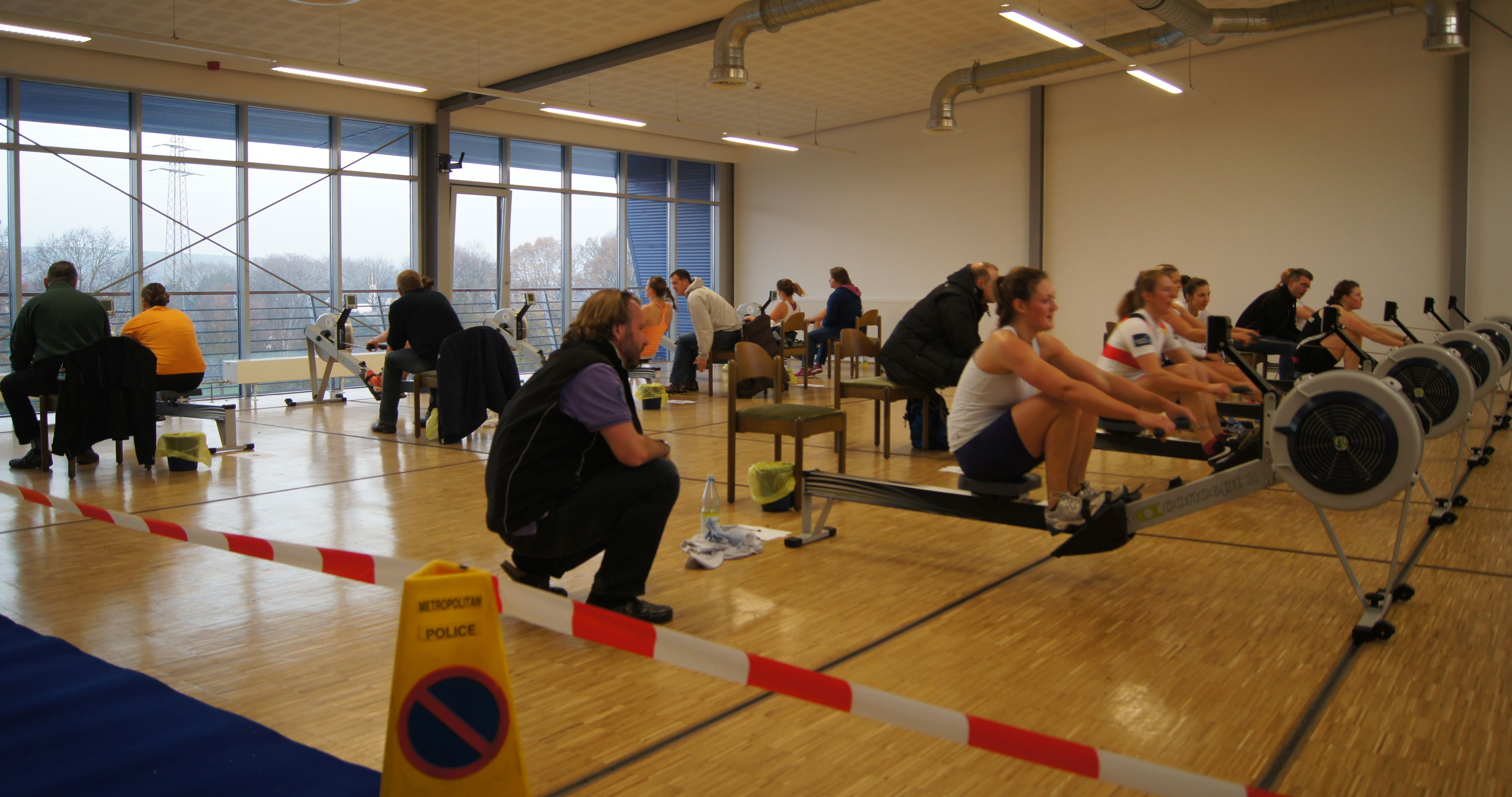
Ergometer-Wettkampf 2014 im Erweiterungsbau

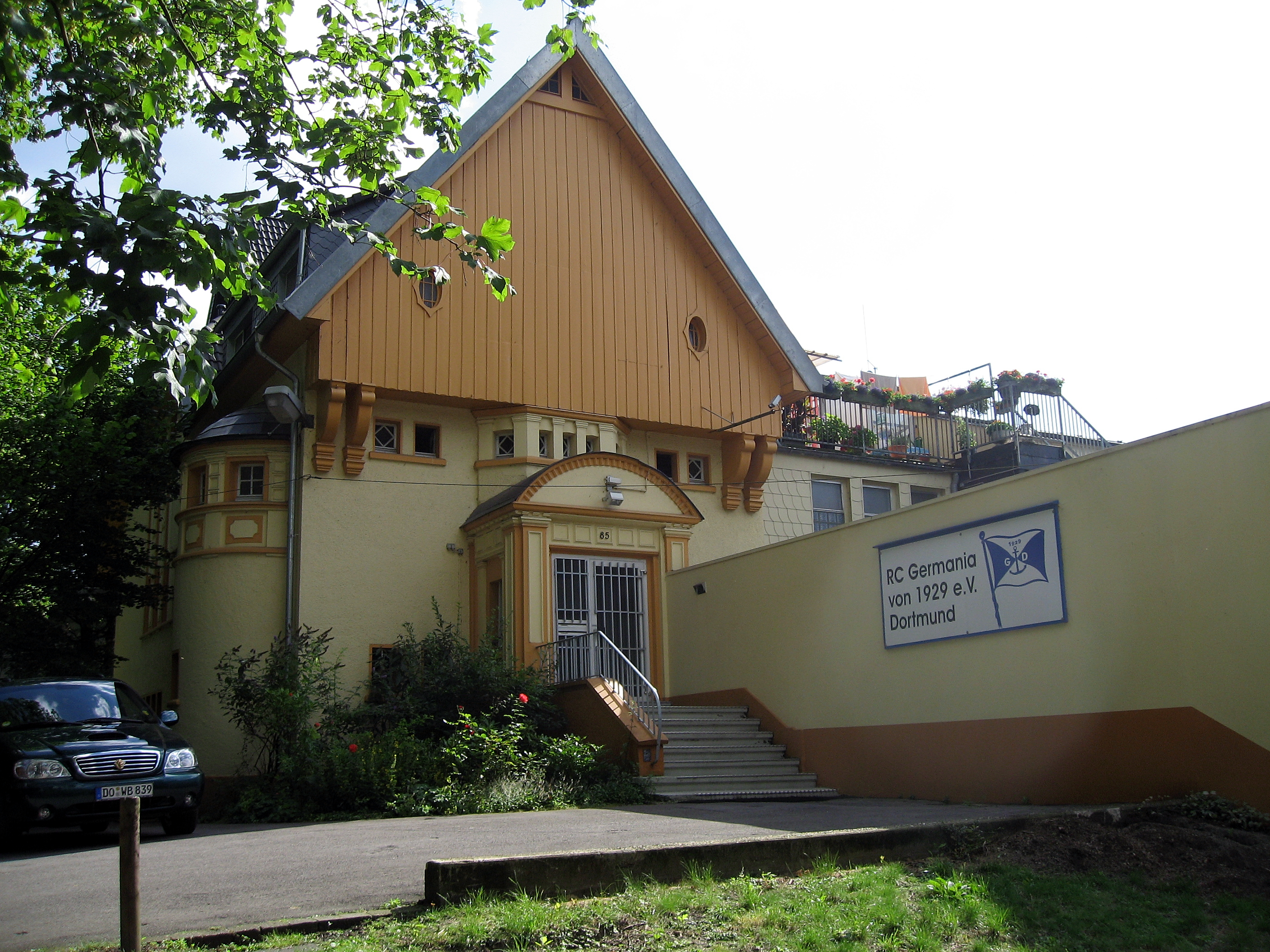
Ruderclub Germania von 1929

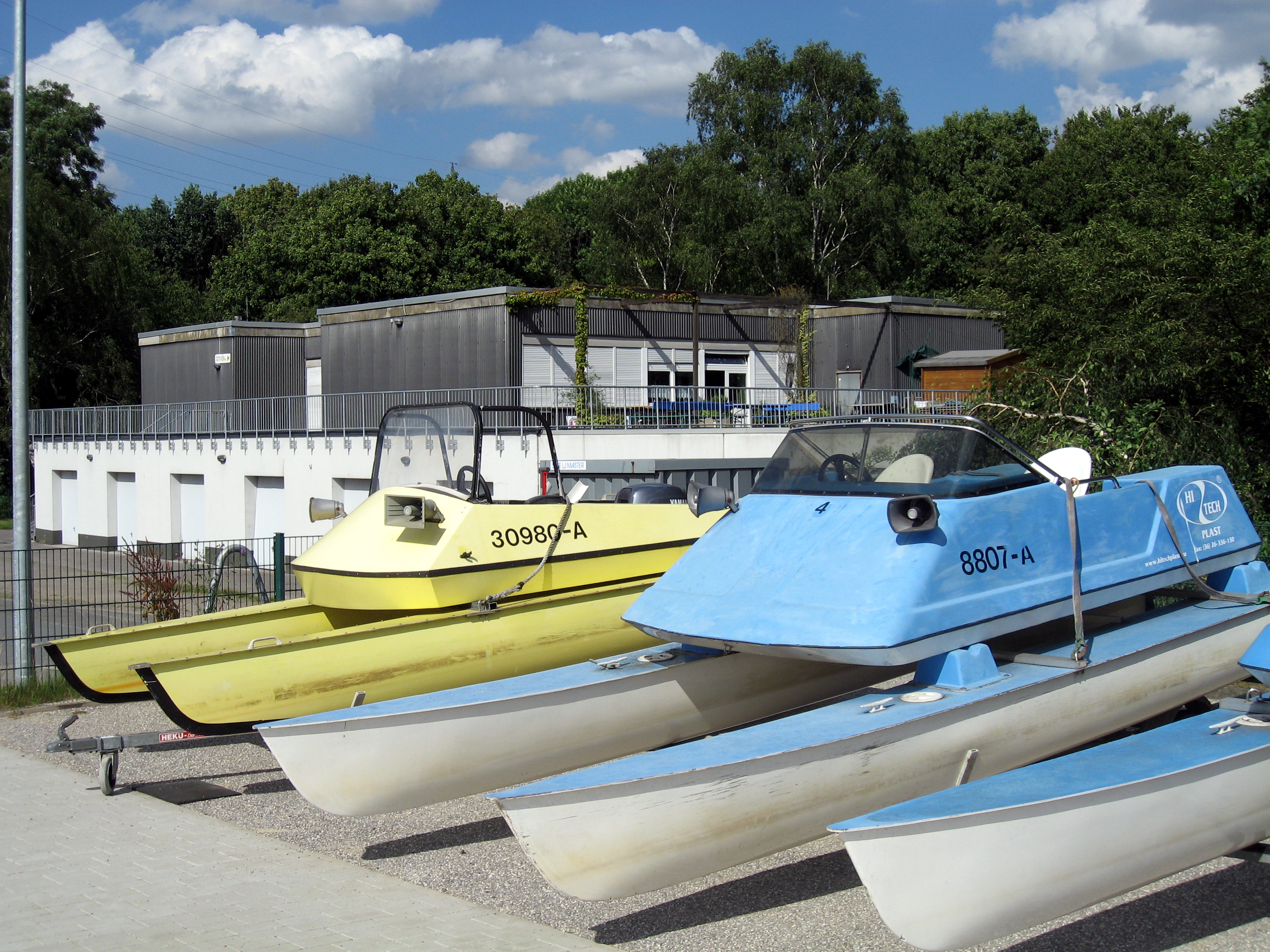
Freier Sportverein 1898 (FS 98)

Der Bundesstützpunkt Dortmund am Dortmund-Ems-Kanal, vormals Bundesleistungszentrum Rudern Dortmund, ist Teil des Ruderleistungszentrums in Dortmund und nationale Trainingsstätte für den Rudersport. In den Gebäuden des Ruderclub Hansa von 1898 trainieren dort Teile der Nationalmannschaft des Deutschen Ruderverbandes (DRV) für internationale Wettkämpfe wie die olympische Ruderregatta (Olympiastützpunkt Westfalen), die Ruder-Weltmeisterschaften und die Ruder-Europameisterschaften. Leiter des Zentrums ist seit dem 1. Februar 2008 Thomas Friedhoff.

## Geschichte
Der Bundesstützpunkt in Dortmund kann auf eine lange Tradition im Ruder- und Kanusport aufbauen. Direkt nebeneinander liegen am Dortmund-Ems-Kanal die Vereinsheime der Kanuten des Freien Sportvereins von 1898 (FS 98), des Ruderclub Germania von 1929 und des Ruderclub Hansa von 1898 mit modernen Steganlagen. Durch die Zusammenarbeit mit Dortmunder Schulen werden regelmäßig neue Talente entdeckt und entwickelt. Hervorzuheben ist hier Die Ruderriege von 1899 am Max-Planck-Gymnasium Dortmund.
Aufgrund der sportlichen Erfolge entwickelte sich das Bootshaus des RC Hansa zum Leistungszentrum, seit 1976 ist der RC Hansa offizieller Bundesstützpunkt der Ruderer. Klaus Walkenhorst war der erste Stützpunktleiter, er füllte diese Position bis 1991 und von 1996 bis 2008 aus. In der Unterbrechung war Ludwig Blömeke Leiter des Stützpunktes.
Heute trainieren am Bundesstützpunkt Teile der Nationalmannschaft vom Deutschen Ruderverband. Neben dem Bereich „Männer (Riemen)“ mit dem Deutschland-Achter war auch der Bereich „Frauen (Riemen)“ mit dem Team Frauenachter bis 2019 hier zu Hause. Bedeutende Cheftrainer in der Geschichte waren Günter Petersmann in der den 1980er Jahren, Ralf Holtmeyer, der schon sowohl im Frauen- als auch im Männerbereich tätig war, und Dieter Grahn. Zu den herausragenden Erfolgen der am Stützpunkt trainierenden Mannschaften zählen die olympischen Goldmedaillen des Deutschland-Achters in den Jahren 1988 und 2012 jeweils unter Trainer Ralf Holtmeyer sowie neun Weltmeistertitel im Männerachter zwischen 1989 und 2011, zwei Weltmeistertitel im Frauenachter in den Jahren 1994 und 2003 sowie zahlreiche weitere WM-Erfolge in Vierern und Zweiern.